# Eunidia postfasciata
Eunidia postfasciata är en skalbaggsart som beskrevs av Stefan von Breuning 1947. Eunidia postfasciata ingår i släktet Eunidia och familjen långhorningar.
Artens utbredningsområde är Kenya. Inga underarter finns listade i Catalogue of Life.